# Ireneusz Jeż
Ireneusz „Irek” Jeż (ur. 16 czerwca 1961 w Wałbrzychu), znany również jako Iras – polski muzyk, wokalista, kompozytor, autor tekstów, a także polityk i prawnik. Absolwent Wydziału Prawa, Administracji i Ekonomii Uniwersytetu Wrocławskiego. Od 2011 roku jest liderem i managerem zespołu Defekt Muzgó.

## Kariera muzyczna
W 2011 roku z inicjatywy Ireneusza Jeża po kilkunastu miesiącach przerwy w działalności powrócił na scenę zespół Defekt Muzgó, w którym muzyk objął funkcję lidera i managera, a później także drugiego wokalisty (wraz z Tomaszem Wojnarem). Rok później ukazał się pierwszy od 1997 roku studyjny album grupy zatytułowany Aniołowie, na potrzeby którego Jeż napisał teksty i wykonał, wraz z Dariuszem Konkelem, partie wokalne do utworów Aniołowie, Ostatni dzień, Nie zamykaj drzwi oraz Córka policjanta.

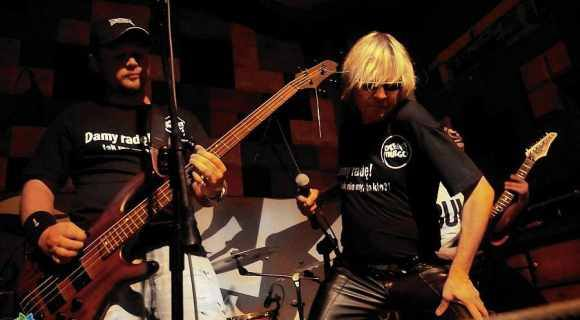
Ireneusz Jeż i Dariusz Konkel w trakcie koncertu w tyskim klubie Skup Kultury 9 lipca 2013 roku

Na rok 2015 Ireneusz Jeż planował wydanie kolejnego albumu, zatytułowanego Progres, plany te jednak nie doszły do skutku ze względu na odejście z zespołu Wojnara, który w wyniku konfliktu z pozostałymi członkami grupy powołał do życia własny odłam Defektu, w skład którego poza nim weszło trzech muzyków zespołu Sedes: basista Jan „Młody” Siepiela, gitarzysta Wojciech „Conan” Maciejewski oraz perkusista Dariusz „Rudy” Wieczorek. Natomiast w składzie zespołu dowodzonego przez Ireneusza Jeża występowali wówczas oryginalny perkusista Defektu – Krzysztof „Heban” Migdał, basista Dariusz „Daras” Konkel, który po odejściu Siwego przejął również rolę głównego wokalisty, oraz gitarzysta Dawid „Święty” Szydełko. Lider grupy zapowiedział również wydanie albumu solowego, roboczo zatytułowanego „Iras HARD ROCK 2", który z założenia miał zawierać muzykę hardrockową. Te plany również nie znalazły odzwierciedlenia w rzeczywistości. Zespół pod przewodnictwem Wojnara zakończył działalność 12 kwietnia 2018 roku w następstwie jego śmierci. Koncert dedykowany pamięci muzyka odbył się w trakcie 24. edycji Pol’and’Rock Festival, Ireneusz Jeż jednak nie wziął w nim udziału.
31 sierpnia 2018 roku Ireneusz Jeż wraz ze swoim zespołem miał wystąpić na festiwalu Magia Rocka w Lyskach, jednak koncert nie odbył się w wyniku usunięcia przez lidera ze składu Dariusza Konkela i Krzysztofa Migdała. Zamiast Defektu wystąpiła formacja The Bill.
W połowie sierpnia Jeż ogłosił na swoim Facebooku, że miejsce zwolnionych zajęli muzycy grupy Bank: gitarzysta Piotr Iskrowicz, basista Roman Iskrowicz oraz perkusista Przemysław Niemiec. Z nimi w składzie muzyk kontynuuje pracę nad swoim kolejnym wydawnictwem.

## Kariera polityczna
W 1993 roku Jeż startował w wyborach parlamentarnych z listy Polskiego Stronnictwa Ludowego w okręgu wyborczym nr 48. Następnie został powołany do funkcji doradcy strategicznego Waldemara Pawlaka, po objęciu przez niego stanowiska Prezesa Rady Ministrów.

## Dyskografia
- Aniołowie (2012)